# Articles de Lambeth

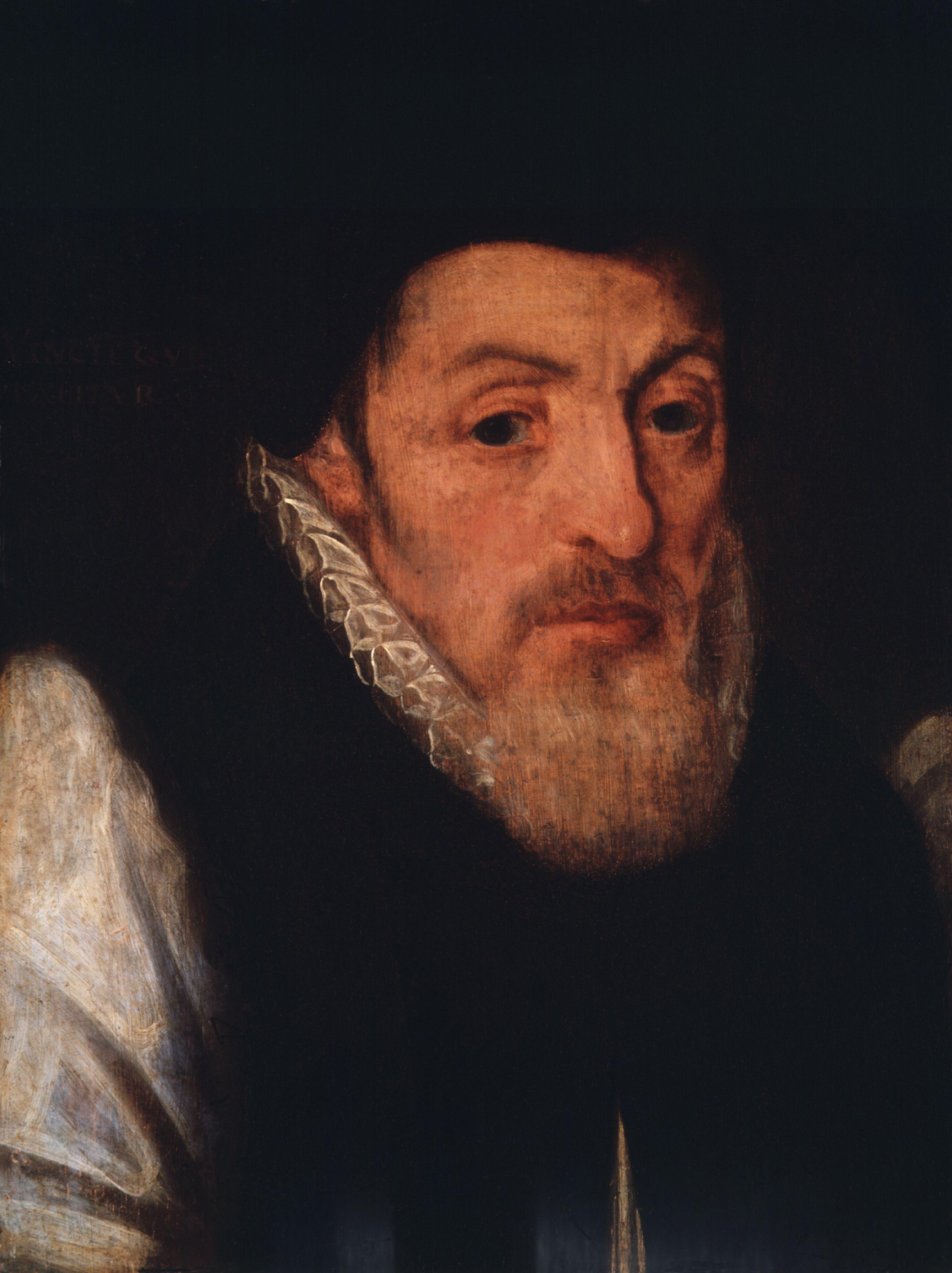
John Whitgift (1530-1604), portrait par un artiste inconnu

Les articles de Lambeth, également nommés les Neuf Articles, sont une série de neuf affirmations doctrinales énoncées en 1595 par l'archevêque de Cantorbéry John Whitgift afin de définir la doctrine calviniste sur la prédestination et la justification. Ajoutés aux Trente-neuf articles de 1563, ils visent à résoudre une controverse théologique apparue au sein de l'université de Cambridge.  
Les articles de Lambeth furent rédigés par William Whitaker, Regius Professor of Divinity (en) à Cambridge, puis modifiés par différents évêques soucieux de les rendre plus acceptables pour les non-calvinistes, en particulier l'article 5. La version finale fut signée par John Whitgift et les évêques Richard Fletcher et Richard Vaughan, entre autres.
Il s'agit de l'un des textes fondateurs de l'anglicanisme.

## Les neuf articles
Le texte des articles est le suivant  :
1. The eternal election of some to life, and the reprobation of others to death. (Dieu, de toute éternité, a prédestiné certains à la vie, et condamné d'autres à la mort.)
2. The moving cause of predestination to life is not the foreknowledge of faith and good works, but only the good pleasure of God. (La cause efficace de la prédestination à la vie n'est pas la prescience de la foi et des bonnes actions, mais uniquement le bon vouloir de Dieu.)
3. The number of the elect is unalterably fixed. (Le nombre des élus est fixé de manière définitive.)
4. Those who are not predestinated to life shall necessarily be damned for their sins. (Ceux qui ne sont pas prédestinés à la vie éternelle sont inévitablement condamnés pour leurs péchés.)
5. The true faith of the elect never fails finally nor totally. (La foi vraie des élus ne s'éteint jamais, ni définitivement ni entièrement.)
6. A true believer, or one furnished with justifying faith, has a full assurance and certainty of remission and everlasting salvation in Christ. (Le vrai croyant, c'est-à-dire celui qui a reçu la foi justifiante, a la pleine assurance et la certitude de la rémission des péchés et du salut éternel dans le Christ.)
7. Saving grace is not communicated to all men. (La grâce salvatrice n'est pas accordée à tous les hommes.)
8. No man can come to the Son unless the Father shall draw him, but all men are not drawn by the Father. (Nul ne peut venir au Fils s'il n'est amené par le Père, mais tous les hommes ne sont pas amenés par le Père.)
9. It is not in every one's will and power to be saved. (Il est hors de la volonté et du pouvoir de l'homme d'être sauvé.)